# Schlacht bei Francavilla
Sardinien – Kap Passero – Milazzo – Eilean Donan Castle – Glen Shiel – Francavilla – Pensacola – San Sebastián – Vigo und Pontevedra – Kap St. Vincent – Nassau – Villasur-Expedition
Die Schlacht bei Francavilla fand am 20. Juni 1719 bei Francavilla di Sicilia statt. Das spanische Heer unter Juan Francisco de Bette, Marquis de Lede besiegte die Kaiserliche Armee unter Claudius Florimund Mercy.

## Vorgeschichte
Während sich die kaiserliche Armee in Syrmien auf einen Krieg gegen die Türken einstellte, besetzten die Spanier 1717 und 1718 entgegen den Bestimmungen des Frieden von Utrecht die verlorenen Besitzungen auf Sardinien und Sizilien.
Nach Beendigung des Spanischen Erbfolgekrieges war das Königreich Sardinien an Österreich und Sizilien dem Herzog von Savoyen zugesprochen worden. Gegen den völkerrechtswidrigen Akt von Seiten Spaniens wurde am 2. August 1718 vom Kaiser mit England eine neue Allianz unterzeichnet, der am 16. September auch der Herzog Savoyen beitrat (Krieg der Quadrupelallianz).
Bereits am 1. Juli 1718 war eine starke spanische Flotte vor Palermo erschienen und setzte am folgenden Tag eine große Armee unter Juan Francisco de Bette, Marquis de Lede, bei Mondello und Ficarazza an Land. Der englische Admiral George Byng war mit einem Geschwader am 12. Juni aus England abgesegelt und am 1. August vor Neapel erschienen. Am 11. August 1718 wurde die spanische Flotte unter Admiral Antonio Castaneta bei Kap Passaro, an der südlichen Spitze von Sizilien, besiegt. Dadurch wurde die zuvor auf Sizilien gelandete Armee zwar von den Seeverbindungen abgetrennt, behielt aber ihre Kampfkraft, weil sie sich auch vom Land versorgen konnte. Die kaiserliche Besatzung in der Zitadelle von Messina ergab sich dem Marquis de Lede am 29. September 1718 auf freien Abzug.
Ab 13. Oktober landete die britische Flotte über Genua und Reggio ein österreichisches Truppenkorps von 8000 Mann unter dem Vizekönig von Neapel, Graf Wirich Philipp von Daun, an der Küste Siziliens. Am 15. Oktober 1718 konnten die Spanier den Gegner bei Milazzo schlagen. Die Österreicher hielten sich aber weiterhin in einen kleinen Brückenkopf bei Milazzo und konnten sich im Winter erfolgreich verstärken. Ende Januar 1719 zählte die ebenfalls weiter verstärkte spanische Armee auf Sizilien ungefähr 30.000 Soldaten, die Österreicher sollen nur 18.000 Mann stark gewesen sein. Bis zum Juni 1719 konnten sich die Österreicher mit britischer Hilfe auf 21.000 Mann verstärken. Der im April zum österreichischen Befehlshaber bestellte Graf von Mercy bereitete Mitte Juni den Angriff gegen die bei Francavilla von den Spaniern eingenommenen Stellungen vor.

## Schlachtverlauf
Der Angriff der Kaiserlichen wurde am Morgen des 20. Juni in drei Kolonnen vorgetragen. Feldmarschallleutnant von Seckendorf und Graf Georg Olivier von Wallis bildeten die linke Flanke, Feldzeugmeister Zum Jungen stand mit seinem Korps in der Mitte eines Tales. Die Abteilungen des Feldmarschalleutnants Eck und des Marquis von Roma hatten die Fiumara zu überschreiten, die rechte Flanke des Gegners zu umfassen und danach die beherrschenden Höhen des Alcantara-Tales zu erstürmen. Graf Mercy wollte die Spanier von ihren rückwärtigen Verbindungen bei Taormina abzuschneiden. Seckendorf stieß bei Francavilla zuerst auf die Spanier, auch Zum Jungen griff das Zentrum der Spanier, das sich an einem gut befestigten Kloster stützte, mit größtem Ungestüm an.
Die Hitze des Tages und die Überanstrengungen der Truppen zwang die Österreicher zum Rückzug auf die Höhen jenseits der Fiumara, wo der Gegner in der Stellung bei Francavilla weiter beobachtet wurde. Der Marquis de Lede behauptete sich aber in seinen Stellungen. Mercy wurde durch einen Flintenschuss am Kopf verwundet und sah sich genötigt, die nicht entschiedene Schlacht abzubrechen. Marquis de Lede verfolgte die Österreicher nicht und gab ihnen die Möglichkeit, sich rasch von ihrer taktischen Niederlage zu erholen.
Die Österreicher verloren den Feldmarschall-Lieutenant Graf Eck, sowie die Generalfeldwachtmeister Prinz von Holstein-Beck und Freiherr von Rohr.
Die Spanier verloren den Generalleutnant Graf Caraccioli sowie die Maréchal de camp de Ayala und de Taucour.

## Folgen
Am 30. Juni gelang es den Österreichern, sich beinahe kampflos Taorminas zu bemächtigen. Anfang Juli übernahm Feldmarschalleutnant Zum Jungen den Oberbefehl der Kaiserlichen, die am 16. durch die Einnahme des Kastells St. Alessio den Küstenweg öffnen konnten. Die Österreicher belagerten darauf Messina, das am 20. Juli kapitulierte.
Der Krieg wurde erst durch den Vertrag von Den Haag am 17. Februar 1720 beendet, in dem die spanischen Truppen Sizilien evakuieren mussten und von der britischen Marine in die Heimat abtransportiert wurden. Die wiedergewonnene Insel Sizilien kam in österreichischen Besitz und wurde mit dem Königreich Neapel vereinigt, während Sardinien jetzt an Savoyen fiel.